# Daniel Six
Daniel Six, auch Daniël Sicx, Zix (* 1. Dezember 1620 in Middelburg (Zeeland); † 5. November 1674 in Batavia) arbeitete als Kaufmann der Niederländischen Ostindien-Kompanie (VOC) in wichtigen Positionen auf Formosa, in Arakan und in Japan.

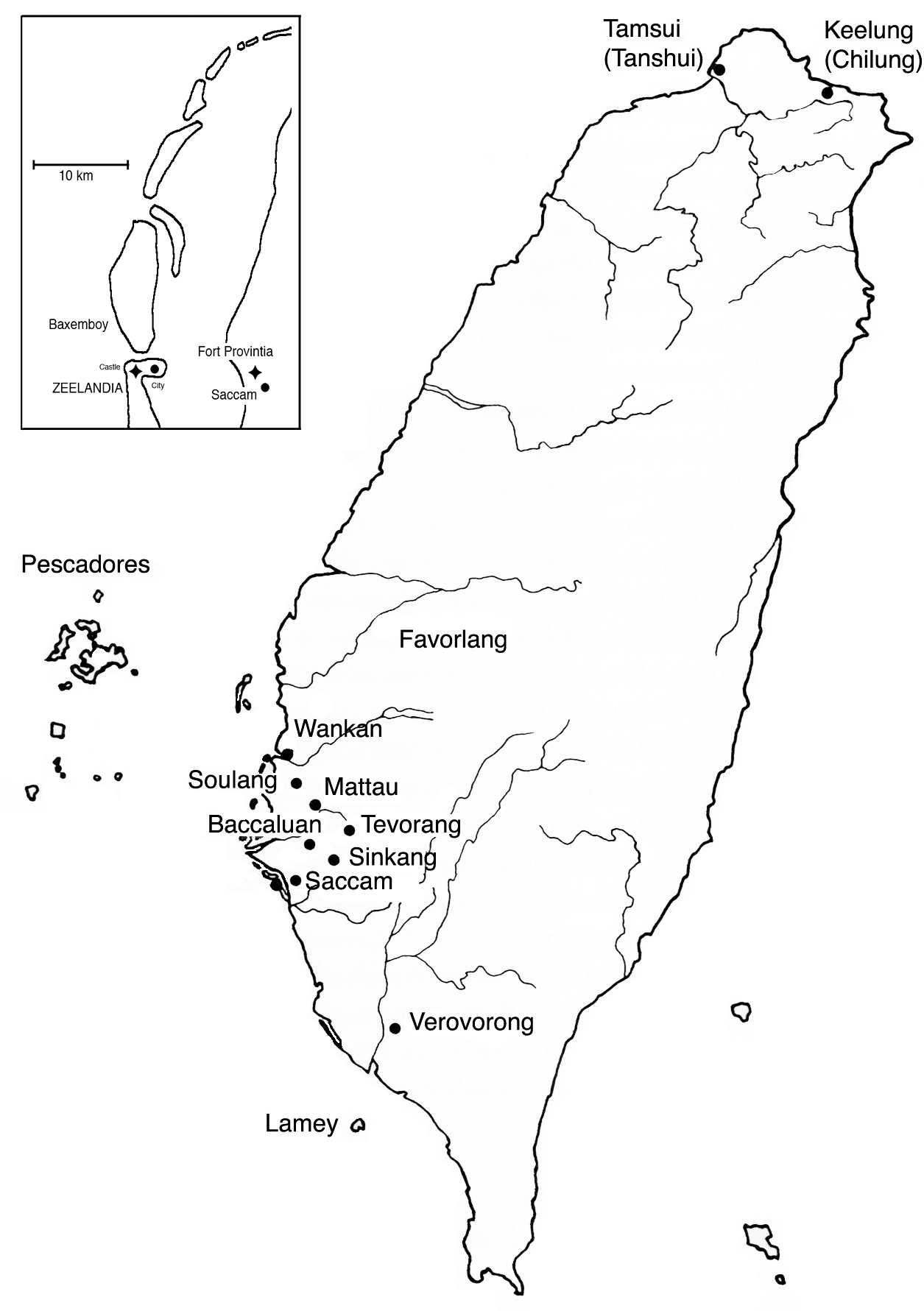
Karte der „Ilha Formosa“ (Taiwan) zu Zeiten der niederländischen Kolonisation (1624–62)

## Niederländisch-Formosa
Zur Einstellung und Überfahrt nach Ostindien ist nichts bekannt. Da er 1639 als „Unter-Küfer“ (onderkuiper) nach Formosa zog, dürfte er eine entsprechende Ausbildung erhalten haben. 1643 wurde er zum Handelsassistenten, 1649 zum Unterkaufmann ernannt. Im März jenes Jahres heiratete er in Batavia eine Sara Gerrits aus Amsterdam. Fünf Jahre später stieg er zum Kaufmann auf und reiste erneut nach Taiwan. 1655 kam seine Tochter Johanna zur Welt. 1656 hatte er einen Sitz im Rat von Formosa (Raad van Formosa) und verwaltete als Kaufmann das Lagerhaus für Grobwaren (grove waren). 1657 machte er als Kommissar eine Inspektionsreise nach Jilong (Quelang) und Tanshui (Tamsuy).
Six erlebte auch das Ende der niederländischen Aktivitäten auf Formosa. Um seine Truppen für den Kampf gegen die aus dem Norden vorrückenden Mandschu (Qing) zu organisieren und einen Stützpunkt zu sichern, zog der für die in die Enge getriebene Ming-Dynastie agierende chinesische Heerführer Zheng Chenggong („Koxinga“) im April 1661 mit 25 000 Mann zur Festung Zeelandia, dem Hauptstützpunkt der Ostindien-Kompanie auf der Insel. In den folgenden neun Monaten starben rund drei Viertel der Verteidiger, Entsatz von Batavia blieb aus und schließlich ging auch das Trinkwasser zur Neige. Am 1. Februar 1662 kapitulierte Frederick Coyett, der aus Stockholm stammende lokale Gouverneur der Kompanie, und unterzeichnete einen Übergabevertrag. Eine Woche darauf waren die Niederländer – Männer, Frau, Kinder – an Bord der auf der Reede liegenden niederländischen Schiffe. Coyett übergab die Schlüssel der Festung an den chinesischen „mandorijn Sauja“ und zog mit den Seinen nach Batavia. Die Güter in den Speicherhäusern mussten die Niederländer Koxinga überlassen. Das Zeitalter der niederländischen Kontrolle über den Südwesten Formosas war nach 38 Jahren zu Ende.

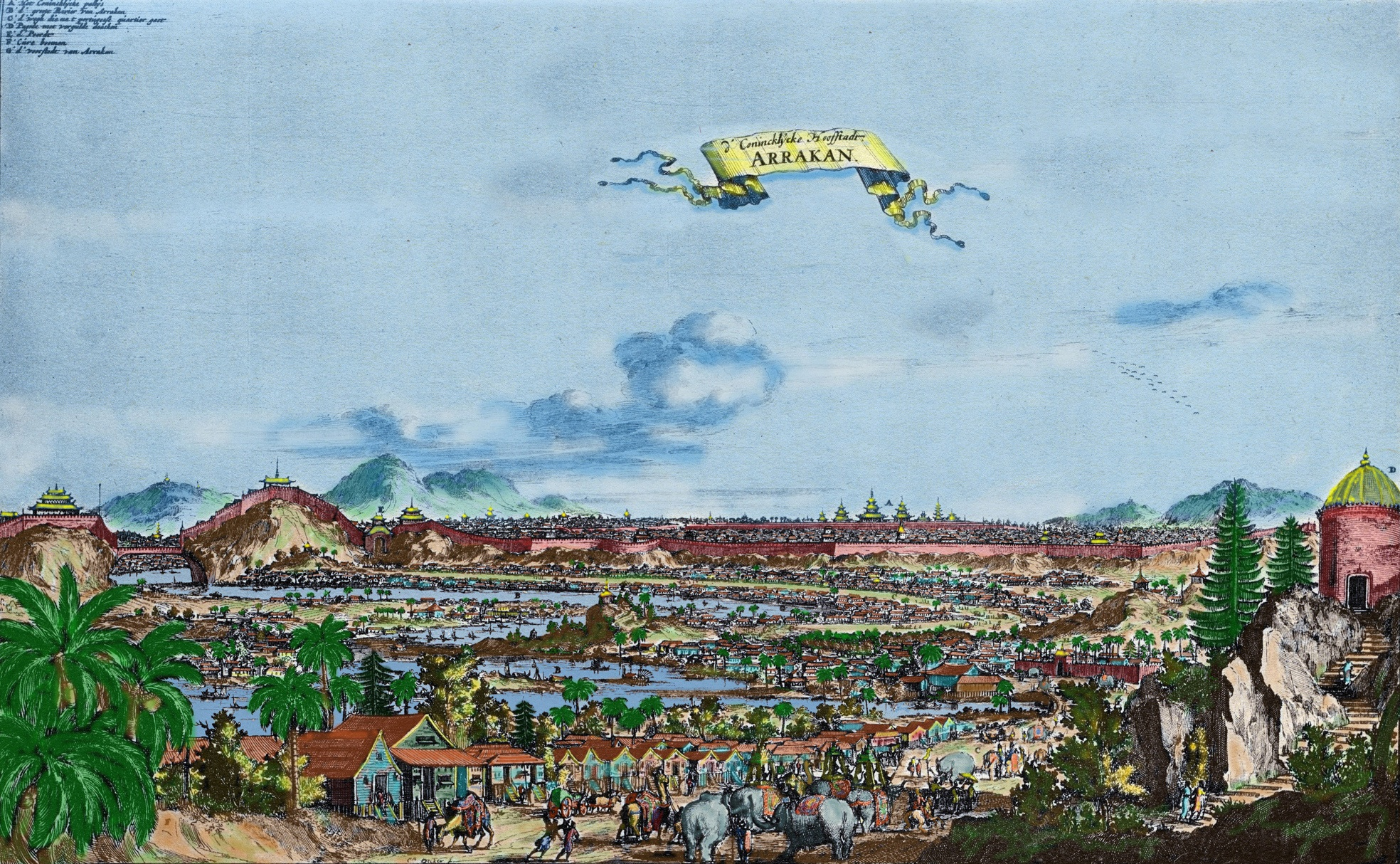
Blick auf Arakan und die portugiesische Niederlassung (1640)

## Arakan
Als Mitglied des „Rats von Formosa“ und damit auch als Unterzeichner diverser Resolutionen war Six an der Entscheidung zur Kapitulation beteiligt. Doch während das Generalgouvernement Coyett vor Gericht stellte und für zwölf Jahre auf die Banda-Inseln verbannte, kam Six ungeschoren davon. Am 1. Juni 1663 war er für die (europäischen) Waisen in Batavia als „weesmeester“ tätig, aber schon Ende August ernannte man ihm zum Oberhaupt der Niederlassung in Arakan, einem Königreich auf dem Gebiet des heutigen Myanmar. Hier hatte die Kompanie Anfang des Jahrhunderts eine Faktorei eingerichtet, über die sie preiswerten Reis einkaufte sowie für ihre Plantagen bengalische Sklaven. Waren das zunächst Gefangene aus den Kämpfen zwischen Arakan und dem angrenzenden Mogulreich, so löste die rege niederländische Nachfrage in der Folge regelrechte Jagdzüge ins bengalische Territorium aus. Diese Sklavenjagden kamen aus vielerlei Gründen Anfang der sechziger Jahre nahezu völlig zum Erliegen. Insofern hatte Six einen undankbaren Posten übernommen. Da sich die Lage in den folgenden Jahren nicht „besserte“, beschloss man 1665, die Niederlassung bis auf Weiteres aufzugeben. Wieder einmal kehrte Six nach Batavia zurück.

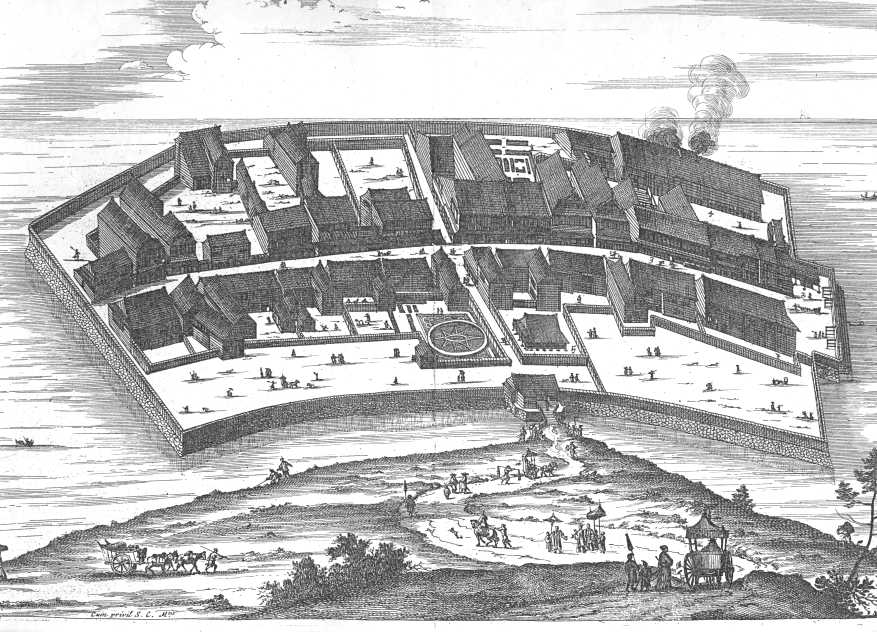
Handelsniederlassung Dejima (Arnoldus Montanus, 1669)

## Japan
Am 11. Mai des folgenden Jahres erhielt er die Ernennung zum Leiter der Niederlassung Dejima in Japan. Der Aufenthalt war zwar auf ein Jahr begrenzt, doch gab es hier reichlich Gelegenheit zu lukrativen Privatgeschäften. Six traf im Sommer ein. Sein offizieller Dienstantritt begann mit der Abreise seines Vorgängers Willem Volger. Doch schon zuvor nahm er Anteil an einem außergewöhnlichen Ereignis. Der Buchhalter Hendrik Hamel aus Gorkum, dessen Schiff „Sperwer“ (Sperber) auf der Anreise nach Japan im Sommer 1653 verschollen war, tauchte mit sieben Gefährten auf den Gotō-Inseln im Nordwesten von Kyushu auf. Nach 13 Jahren in koreanischer Gefangenschaft war ihnen unter dramatischen Umständen die Flucht mit einem Boot gelungen. Ihre seltsame Kleidung und die eigentlich verbotene Anlandung auf Gotō weckten das Misstrauen der japanischen Behörden. Während die vor Anker liegenden Schiffe der Kompanie im Laufe des Herbstes ausliefen, mussten die acht bis zur weiteren Klärung der Lage im Lande bleiben, wurden aber immerhin der Obhut der Faktorei unterstellt. Ende Oktober, Six war seit dem 18. jenes Monats offizieller Leiter auf Dejima, befragte sie der japanische Gouverneur Nagasakis ausführlich zu ihren Erlebnissen, zu Land und Leuten in Korea. Hamel publizierte später in seiner Heimat den ersten und für zweihundert Jahre einzigen westlichen Bericht über das verschlossene Korea der Joseon-Dynastie.
Sixens Turnus endete am 6. November 1667. Anlässlich der Abschiedsaudienz beim Nagasaki-Gouverneur, der wie Six auch seinen Nachfolger Constantin Ranst mitgebracht hatte, übermittelte man im Namen des Shōgun eine offizielle Bitte um die Lieferung von Heilpflanzen-Setzlingen, Samen, einer Destillieranlage sowie die Entsendung eines erfahrenen Kräuter-Spezialisten und Destillateurs. Dies war der erste japanische Versuch, mit europäischer Hilfe einen Produktionszyklus für pharmazeutische Öle im westlichen Stil aufzubauen. Um das Handelsklima verbesserten, bemühte sich die Kompanie nach Kräften, derartige Sonderwünsche zu erfüllen.
Six hatte offenbar sehr gute Verbindungen im batavischen Gouvernement, denn im folgenden Jahr gelang es ihm, erneut für einen Turnus (25. Oktober 1668 – 14. Oktober 1669) die japanische Faktorei zu führen. Eigentlich hatte 1670 er vor, ein weiteres Mal nach Nagasaki zu gehen, wurde aber am 13. Mai 1671 nach Malakka geschickt. Von dort kehrte er am 9. Januar 1673 nach Batavia zurück.